# Marta Obminska
Marta Amalia Obminska, född 1 augusti 1979 i Gdynia i Polen, är en svensk politiker (moderat) och riksdagsledamot 2010–2014 och återigen sedan 2015. Hon är invald i riksdagen för Uppsala läns valkrets på plats 6.
Obminska var under sin första mandatperiod ledamot i EU-nämnden  och Civilutskottet, samt ersättare i Arbetsmarknadsutskottet.